# Oskar Karlweis
Oskar Karlweis (10. června 1894, Hinterbrühl, Dolní Rakousy – 24. ledna 1956, New York) byl rakouský herec.

## Život
Jeho otec byl dramatik Carl Karlweis (1850–1901), Oskar začal studovat práva, ale brzy se začal věnovat své kariéře jako herec. První angažmá získal v roce 1912 u Městského divadla (Stadttheater) ve Vídni, vážil si toho, ale musel práci přerušit a zúčastnit se první světové války. V roce 1919 nastoupil do divadla v Josefstadtu ve Vídni k Maxi Reinhardtovi (1873–1943). Potom se ukázal v několika mnichovských divadlech. Přitom hrál roku 1921 také v premiéře hry Hugo von Hofmannsthala (1874–1929) Der Schwierige Stani Bühla. V roce 1923 se Karweis vrátil do Vídně, kde hrál ve „Wiener Kammerspiele“ a v „Carltheateru“. Roku 1927 odešel do Berlína a hrál v „Deutsche Theateru“ i jiných jevištích. Tehdy se také setkal ještě s neznámou Marlene Dietrich (1901–1992). V té době byl velmi oblíbeným šarmantním hercem, tanečníkem a také zpěvákem a dostal roli prince Orlovského v Netopýru (Die Fledermaus).
V letech 1930 a 1933 byl činný také jako filmový herec. Významnou roli sehrál jako Kurt s Willy Fritschem (1901–1973) a Heinzem Rühmannem (1902–1994) ve filmu „Die Drei von der Tankstelle“, kde se marně snažil předcházet Lilian Harvey (1906–1968).
Po nástupu nacismu v roce 1933 odešel jako Žid zpátky do Vídně, kde se zase úspěšně ukázal v divadle v Josefstadtu. Po anšlusu Rakouska k říši v roce 1938 emigroval spolu s Karlem Farkasem přes Švýcarsko do Paříže, kde zůstali pospolu.
Roku 1940 musel společně s Friedrichem Torbergem (1908–1979) znovu uprchnout. Dostali se přes Španělsko a Portugalsko do USA. Torberg později hodnotil Karlweise slovy: "Jeden večer s ním strávený, znamená více, než kdyby navštívil deset kabaretů. Když ale nebyl ve formě, potom ovšem jen devět. Nevím, jak přes útrapy a beznaděje přicházející doby, vyzařoval Oskar Karlweis radostí a humorem."
Ve spojených státech se musel Karlweis nejdříve učit anglicky, protože tu nerozuměl ani slovo. Společně s Farkasem, Hermannem Leopoldi (1888-1959) a Paulem Hörbigerem účinkovali na slavnostech pořádaných pro německé emigranty. Jako představitelé Židů uprchlých před nacisty ve hře Franze Werfela (1890-1945) „Jakobowsky und der Oberst“ slavily na Broadwayi trumfy.
V roce 1948 se vrátil do Vídně a mohl navazovat na dřívější úspěchy na vídeňských scénách. Také v Berlíně a zase na Broadway byl na jevištích hodně zaměstnaný.
Oskar Karlweis, ženatý s filmovou producentkou Ninon Tallon (1908–1977), zemřel v roce 1956 ve věku 61 let na srdeční infarkt. Jeho hrob je na evangelickém hřbitově ve Vídni-Matzleinsdorfu (skupina 18, číslo 12).

## Filmografie
- 1926: Schenk mir das Leben
- 1928: Liebe im Kuhstall
- 1930: Zwei Herzen im 3/4 Takt
- 1930: Ein Tango für Dich
- 1930: Die Drei von der Tankstelle
- 1930: Dolly macht Karriere
- 1930: Die Firma heiratet
- 1931: Die Försterchristl
- 1931: Der Tanzhusar
- 1931: Die Männer um Lucie
- 1931: Das Konzert
- 1931: Mamsell Nitouche
- 1931: Die nackte Wahrheit
- 1932: Im Bann des Eulenspiegels
- 1932: Hochzeitsreise zu Dritt
- 1932: Die Herren vom Maxim
- 1933: Keinen Tag ohne dich
- 1933: Heut kommt's drauf an
- 1933: Frühlingsstimmen
- 1934: Letzte Liebe (Gesamtleitung)
- 1935: Alles für die Firma
- 1939: Hochzeitsreise zu dritt
- 1951: Der Fall Cicero (Five Fingers)
- 1951: St. Benny the Dip
- 1953: Der Gehetzte (The Juggler)
- 1953: Götter ohne Maske (Tonight We Sing)
- 1953: Hollandmädel
- 1956: Viva Las Vegas! (Meet Me in Las Vegas)